# Карлос Солер
Карлос Солер Бараган (шп. Carlos Soler Barragán; Валенсија, 2. јануар 1997) шпански је фудбалер који тренутно игра у енглеској Премијер лиги за Вест Хем јунајтед као позајмљени играч Пари Сен Жермена и репрезентацију Шпаније на средини терена.

## Највећи успеси

### Клупски
Валенсија
- Куп Краља (1) : 2018/19.

Париз Сен Жермен
- Лига 1 (2) : 2022/23, 2023/24.
- Куп Француске (1) : 2023/24.
- Суперкуп Француске (1) : 2023.

### Репрезентативни
- Европско првенство до 21 године : 2019.